# اسامه اشلی
اسامه اشلی (انگلیسی: Ossama Ashley؛ زادهٔ ۲۳ فوریهٔ ۲۰۰۰) بازیکن فوتبال اهل بریتانیا است.
از باشگاه‌هایی که در آن بازی کرده‌است می‌توان به باشگاه فوتبال ای‌اف‌سی ویمبلدون اشاره کرد.